# 한스 폰 오일러켈핀

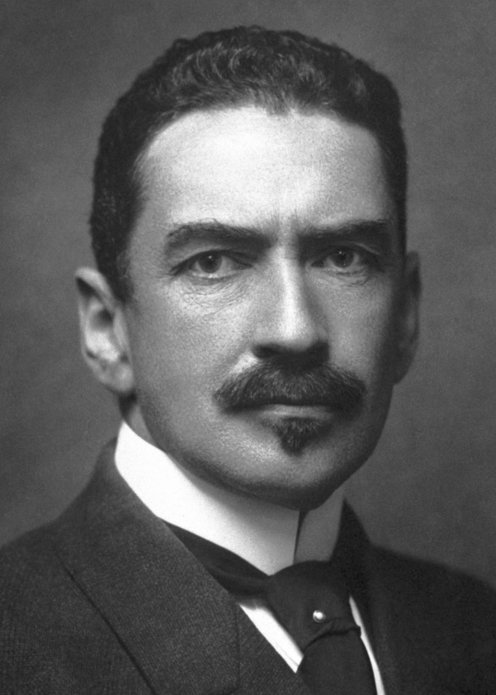
한스 폰 오일러켈핀 (1929년)

한스 칼 아우구스트 시몬 폰 오일러켈핀(독일어: Hans Karl August Simon von Euler-Chelpin, 1873년 2월 15일 ~ 1964년 11월 6일)은 독일에서 태어난 스웨덴 화학자이다.
독일에서 출생하였으며 후에 스웨덴으로 귀화하였다. 독일에서 대학을 졸업하였으며, 1906년부터 1941년까지 스톡홀름 대학에서 화학 교수와 생화학 연구소장을 지냈다. 발효와 효소에 관한 연구를 하여 하덴과 함께 1929년 노벨 화학상을 받았다. 그 후에도 계속 비타민에 관해 연구하여 비타민의 성분 중 카로틴이 가장 우수함을 밝혀냈다. 저서로 《식물 화학 개설》, 《효모와 알코올 발효》가 있다. 1970년 노벨 생리학·의학상을 수상한 울프 폰 오일러의 아버지이다.

## 참고 문헌
- 이 문서에는 다음커뮤니케이션(현 카카오)에서 GFDL 또는 CC-SA 라이선스로 배포한 글로벌 세계대백과사전의 내용을 기초로 작성된 글이 포함되어 있습니다.